# NatWest Series
La NatWest Series est une compétition internationale de cricket organisée chaque année en Angleterre. 
Elle oppose l'équipe d'Angleterre de cricket et les deux nations qui sont en tournée en Angleterre pendant l'été.
La première édition de la NatWest Series eut lieu en 2000, un an après que l'Angleterre eut accueilli la coupe du monde de cricket. Les matchs de cette compétition sont joués au format One-day International.

## Format
De 2000 à 2005, chacune des équipes rencontrait trois fois les deux autres. Au terme de ce tournoi, les deux meilleures équipes s'affrontaient lors d'une finale unique.
Depuis 2006, l'Angleterre affronte les deux autres nations dans deux séries indépendantes. Il n'y a donc plus de finale.

## Palmarès

### De 2000 à 2005
| Année | Vainqueur(s)            | Finaliste               | Autre participant  |
| 2000  | Angleterre              | Zimbabwe                | Indes occidentales |
| 2001  | Australie               | Pakistan                | Angleterre         |
| 2002  | Inde                    | Angleterre              | Sri Lanka          |
| 2003  | Angleterre              | Afrique du Sud          | Zimbabwe           |
| 2004  | Nouvelle-Zélande        | Indes occidentales      | Angleterre         |
| 2005  | Australie et Angleterre | Australie et Angleterre | Bangladesh         |

### Depuis 2006
| Année | Vainqueur                    | Opposant                     | Rencontres | Score   |
| 2006  | Sri Lanka                    | Angleterre                   | 5          | 5-0     |
| 2006  | Angleterre et Pakistan       | Angleterre et Pakistan       | 5          | 2-2     |
| 2007  | Indes occidentales           | Angleterre                   | 3          | 2-1     |
| 2007  | Angleterre                   | Inde                         | 7          | 4-3     |
| 2008  | Nouvelle-Zélande             | Angleterre                   | 5          | 3-1     |
| 2008  | Angleterre et Afrique du Sud | Angleterre et Afrique du Sud | 5          | à venir |